# 크리스 존스 (아칸소주의 정치인)
크리스토퍼 마이클 존스 (Christopher Michael Jones, 1976년 10월 13일 출생)는 2022년 선거 에서 아칸소 주지사 민주당 후보였던 미국의 정치인이다. 아칸소주 파인 블러프 에서 태어난 그는 모어하우스 칼리지 와 매사추세츠 공과대학 대학원에 다녔다. 그는 이전에 아칸소 지역 혁신 허브에서 근무했으며, 2021년 4월에 사임했다. 2021년 6월 15일, 존스는 아칸소 주지사 민주당 예비선거에 출마한다고 발표했다. 그는 예비선거에서 승리했지만, 본선에서는 사라 허커비 샌더스에게 패했다.

## 초기 생애
크리스토퍼 마이클 존스는 1976년 10월 13일 아칸소주 파인 블러프 에서 태어났으며, 그곳에서 "더트 바이크를 타고 메뚜기와 싸웠다". 그는 7세대 아칸소 출신이며 그의 가족은 1819년 아칸소가 준주로 지정 되기 전에 아칸소에 도착했다. 그의 부모님은 모두 설교자이고, 그의 아버지는 보험 판매 대표이기도 하며, 그의 어머니는 은퇴한 교사이기도 하다.
존스는 챌린저 우주선 발사에 영감을 받아 우주인이 되었다. 하지만 그는 왼쪽 귀로 소리를 들을 수 없어 자격을 갖추지 못했다. 존스는 클린턴이 아칸소 주지사였을 때 빌 클린턴을 만났는데, 이는 존스의 정치에 관심을 갖게 했다.
Jones는 아칸소주 파인 블러프에 있는 Watson Chapel 고등학교 에 다녔고 1995년에 반에서 1등으로 졸업했다. 존스는 또한 육상( 400m )을 뛰었고, 축구 ( 쿼터백 )를 했으며, 합창단에서 노래를 불렀고, 연극에도 참여했다.

## 교육
Jones는 부모님이 학비를 감당할 수 없었기 때문에 NASA 장학금을 받아 Morehouse College 에 다녔는데, 이것이 그가 대학에 다닐 수 있었던 유일한 방법이라고 Jones는 생각한다. 그는 수학 학사 학위와 물리학 학사 학위를 취득했다. 그는 매년 여름 NASA에서 인턴으로 일했다. 존스는 모어하우스 대학의 학생회장이었다.
존스는 핵공학 전공으로 매사추세츠 공과대학 (MIT)에 대학원생으로 다녔다. 그는 2003년에 원자력 공학 석사 학위 와 기술 및 정책 과학 석사 학위를 취득했다. 그의 논문 제목은 "미래의 핵 에너지 비확산 문제"였다.  나중에 Jones는 도시 연구 및 계획학과 박사 과정에 등록하여 2016년 도시 계획 학 박사 학위를 받았다. 학생 시절 Jones는 흑인 대학원생 협회의 공동 의장이었다. 그의 논문은 테네시 계곡 개발 공사를 시험 사례로 사용하여 개발의 사회적, 정치적, 경제적 영향을 조사했다. 논문 제목은 "공익을 위한 권력: 미국의 에너지, 인종 및 계급"이다.
Jones가 Morehouse College와 MIT를 선택한 것은 각각 Martin Luther King Jr. 와 Ronald McNair의 영향을 받았다.

## 직업
Jones는 보스턴 공립학교에서 1년 동안 대수학을 가르쳤다. 그의 연구에는 핵 에너지, 플라스마 융합, 핵 확산 방지 및 대규모 에너지 인프라 시스템의 미래에 대한 18개월 연구가 포함되었다.
2004년 9월 20일, 존스는 MIT 대학원생 담당 부학장이 되었다. 그의 임기 동안 소수민족의 대학원 지원자는 3배(300명에서 1300명으로) 증가했고 등록자 수는 2배(14%) 증가했다. 그는 2013년 4월에 그 자리를 떠났다.
2013년 5월, 존스는 보스턴의 가장 가난한 지역 중 하나를 개선하는 데 중점을 둔 비영리 단체인 Dudley Street Neighborhood Initiative의 전무 이사로 고용되었다. 그는 조직의 일상 업무와 성과를 감독했다. 존스는 그곳에 있는 동안 600만 달러의 연방 보조금인 Promise Neighborhoods 덕분에 급속한 성장을 감독했다. 그는 전무이사로서 340만 달러의 예산을 감독했다. Jones는 전무 이사로 임명되기 전 이사회 부사장을 역임했으며 조직에서 자원 봉사를 했다. Jones는 또한 보스턴 시장인 Martin J. Walsh 에 의해 도시 전역의 경제 개발을 개선하기 위한 "Neighborhood Innovation District Committee"에 임명되었다.
2015년 크리스 존스는 더들리 스트리트 지역 이니셔티브를 떠나 컨설팅 회사인 BCT 파트너스로 이직했다. 그는 BCT Partners에서 많은 대규모 연방 프로젝트를 주도했다.
2018년 3월 12일, Jones는 Arkansas Regional Innovation Hub의 전무이사 겸 수석 제작자로 고용되었다. Innovation Hub는 Winrock International 과 제휴한 아칸소 주 노스리틀록의 비영리 단체이다. 2020년에 Jones는 혁신 허브의 에너지 수요를 충족시키는 커뮤니티 기반 태양열 프로젝트인 태양열 발전소를 만들기 위해 Scenic Hill Solar와 파트너십을 맺었다고 발표했다. COVID-19 팬데믹이 시작될 때 혁신 허브는 260개가 넘는 아칸소 제조업체 를 포함하는 아칸소 제조업체 태스크포스를 출범시켰다. 이들은 팬데믹이 시작될 때 개인 보호 장비를 만드는 데 도움을 주었다. 2021년에 Jones는 Fortune 500에 포함된 두 회사와 협력하여 아칸소 중부 지역 에서 조직의 영향력을 확대했다. 파트너십에는 MIT 미디어 랩, Best Buy, Gilead Sciences, Inc 및 North Little Rock School District가 포함되었다. Jones는 벤처 센터와 Startup Junkie와 정기적으로 만나 스타트업을 가장 잘 돕는 방법에 대해 협업했다. 존스는 2021년 4월 29일 혁신 허브의 이사직에서 물러났다.
Jones는 Asa Hutchinson 주지사에 의해 아칸소 경제 개발 위원회의 과학기술부 이사회 이사로 임명되었다. 그는 2020년 3월부터 2022년 1월까지 재임했다.
존스는 또한 성직자이기도 하다.

### 인식
MIT의 부학장으로서의 그의 노고에 대해 Jones는 MIT 여름 연구 프로그램 설계 팀을 이끈 그의 업적에 대해 MIT 교육의 상당한 개선에 대한 Irwin Sizer 상을 수상했다. 그는 이러한 인정을 Paula T. Hammond 교수와 공유했다.
Jones는 Arkansas 주 상공 회의소가 Arkansas 주민들이 직면한 문제에 대해 배우기 위해 선정한 그룹인 Leadership Arkansas의 14학년 회원이었다.
2020년에 존스는 대통령 리더십 장학생 프로그램에 참여하는 3명의 아칸소 출신자 중 한 명으로 선정되었으며, 이 프로그램에는 린든 B. 존슨, 빌 클린턴, 조지 H.W. 부시, 조지 W. 부시의 대통령 도서관 방문이 포함되었다.

## 2022년 아칸소 주지사 선거
2021년 6월 15일, 존스는 아칸소 주지사 선거에 출마하겠다는 의사를 밝혔다. 그는 또한 Jones의 교육적 배경과 아칸소에 혁신을 가져오려는 의도를 설명하는 "About Time"이라는 바이러스성 전기 영상을 공개했다. 이 영상은 나중에 미국 정치 컨설턴트 협회로부터 폴리상 두 개를 수상했다.
존스는 "정치가 아닌 해결책에 집중하고 싶어서" 출마했다고 말했다. 그는 인프라 재건, 의료 및 교육에 대한 투자, 농촌 광대역 확장을 자신의 목표로 꼽았다. 존스는 이전에 선출직에 출마한 적이 없었다.

### 예비 선거
- 20-30%
- 30-40%
- 40-50%
- 50–60%
- 60–70%
- 70–80%
- 80-90%

군별 결과:

존스는 아칸소주민들의 통합 의지를 밝히며 유권자 참여 수준이 낮다는 점을 언급했다. 10월 중순까지 Jones는 100만 달러 이상을 모금했다. 존스는 여론 조사와 모금 활동 모두에서 예비 선거 기간 내내 선두 주자 지위를 유지했다.
2월에 존스는 "아칸소의 약속 투어" 동안 아칸소의 75개 카운티를 모두 방문했다. 투어 중 Jones는 유치원, 광대역, 일자리 등 "PB&J" 정책 의제에 대해 논의했으며 교육 분야에서 아칸소가 최하위에 있다는 점을 언급했다. 이 투어는 또한 Jones가 아칸소 주민들에게 가장 중요한 문제가 무엇인지 배울 수 있는 청취 투어 역할도 했다. 존스는 국가가 "신앙, 희망, 그리고 노력"을 통해 약속을 이행할 수 있다고 주장했다.
Jones 외에도 민주당 예비선거에는 Anthony Bland, Jay Martin, James Russell 및 Supha Xayprasith-Mays 등 4명의 후보가 더 있었다. 예비선거는 2022년 5월 24일에 실시되었다. 존스는 70.4%의 득표율로 압도적으로 경쟁에서 승리했다.
존스는 민주당에서 주지사 선거에 출마한 최초의 흑인 후보가 되었고 주 전체 공직을 위한 민주당 예비 선거에서 승리한 최초의 흑인 후보가 되었다.

### 총선거
예비선거에서 승리한 후, 존스는 "Walk a Mile In Your Shoes Tour"를 발표했다. 이번 투어는 캠페인이 주 전역의 각 카운티를 방문한 두 번째이다. 이 투어는 존스에게 다른 사람의 입장에서 생각해 볼 수 있는 기회를 제공하기 위해 기획되었다. 존스는 그의 캠페인이 "이웃이 이웃과 대화하는 것"에 관한 것이라고 말했다. 다른 사람들은 이 전략이 공화당 후보의 전략과 매우 다르다는 점을 지적했다.
총선에서 존스는 도널드 트럼프의 전 대변인인 공화당의 사라 허커비 샌더스 와 자유당의 리키 데일 해링턴 주니어와 맞붙었다. 존스는 11월 8일 선거에서 큰 차이로 패배했고, 샌더스는 주 전체 투표의 65%를 차지했다.

## 개인 생활
Chris Jones의 부모님은 모두 설교자이다. 그의 아버지는 보험 판매업자이기도 했고 그의 어머니도 은퇴한 교사이다.
존스는 2001년에 제릴린 존스와 결혼했다. 제릴린 존스는 아프가니스탄 에서 진행된 항구적 자유 작전 중 제 75 전투기 비행대대 에서 비행 외과의 로 근무한 공군 전투 참전 용사이다. Jerrilyn은 현재 아칸소 의과대학(UAMS)의 응급실 의사 이자 응급 의학 부교수이다. UAMS에서 Jerrilyn은 응급 의학과에 입학하기 어려울 수 있는 학생들을 위한 다리 역할을 하려는 학사 후 프로그램의 초대 책임자가 되었다. Jerrilyn Jones는 또한 Arkansas Department of Health 의 의료 대비 책임자로 활동하고 있다. 2021년에 존스는 아칸소주 퍼스트 레이디로부터 공공 서비스 부문 여성상을 수상했다.
존스의 형인 레온 존스는 오랫동안 공화당 소속이었다. Leon Jones는 2022년 공화당 예비 선거 에서 아칸소 주 법무 장관직에 출마했지만 당선되지 못했다. Chris Jones는 다른 정당에 형이 있어서 양당 유권자와 대화하는 연습을 할 수 있었다고 말했다.

## 참고문헌
1. 1 2  “Chris Jones wins Democratic primary for Arkansas governor, facing Trump's press secretary”. 《PBS NewsHour》 (미국 영어). 2022년 5월 24일. 2022년 9월 6일에 확인함.
2. ↑  “Chris Jones (Arkansas)”. 《Ballotpedia》 (영어). 2022년 9월 6일에 확인함.
3. ↑  TVH11 Digital (2021년 6월 15일). “Chris Jones announces run for Arkansas governor in 2022”. 《THV11》. 2022년 9월 5일에 확인함.
4. 1 2 3 4  “New DSNI leader brings grassroots zeal to job | Dorchester Reporter”. 《www.dotnews.com》 (영어). 2013년 12월 12일. 2022년 9월 6일에 확인함.
5. ↑  staff (2021년 6월 15일). “Chris Jones to seek Democratic nomination for governor”. 《Talk Business & Politics》 (미국 영어). 2022년 9월 8일에 확인함.
6. 1 2 3 4 5 6 7 8  “HIGH PROFILE: Dr. Christopher Michael Jones brings knowledge back to Arkansas”. 《Arkansas Online》 (영어). 2020년 9월 6일. 2022년 9월 6일에 확인함.
7. 1 2  Johnson, Jason (2021년 7월 26일). “Can Democrat Chris Jones Beat a Huckabee—and History—to Win in Arkansas?”. 《Slate Magazine》 (영어). 2022년 9월 8일에 확인함.
8. 1 2 3 4 5  wbrown. “Little Rock native Chris Jones resigns from Arkansas Innovation Hub amid speculation of plans to run for governor – Black Consumer News” (미국 영어). 2022년 9월 6일에 확인함.
9. ↑  Adedoyin, Oyin (2021년 6월 28일). “He Wants More Academics to Get Involved in Their Communities. So He's Running for Governor.”. 《The Chronicle of Higher Education》. 2022년 9월 9일에 확인함.
10. 1 2  “Former MIT grad student chosen as graduate dean”. 《MIT News | Massachusetts Institute of Technology》 (영어). 2022년 9월 6일에 확인함.
11. ↑  “Winrock International - Dr. Chris Jones to Lead Winrock's Innovation Hub”. 《winrock.org》 (미국 영어). 2022년 9월 6일에 확인함.
12. 1 2  staff (2018년 3월 7일). “Nuclear engineer, Pine Bluff native tapped to lead Innovation Hub”. 《Talk Business & Politics》 (미국 영어). 2022년 9월 6일에 확인함.
13. 1 2 3  “Christopher M. Jones - In the News”. 《The Bay State Banner》. 2013년 5월 2일. 2022년 9월 6일에 확인함.
14. 1 2  “Christopher Jones”. 《Arkansas State Chamber of Commerce》 (미국 영어). 2022년 9월 6일에 확인함.
15. ↑  Shelar, Rachel (2014년 10월 27일). “Economy League - Development Without Displacement: What We Can Learn from Boston”. 《Economy League of Greater Philadelphia》 (영어). 2022년 10월 12일에 확인함.
16. ↑  Harris, David L. (2014년 9월 29일). “Boston Mayor Walsh looking to create more innovation districts in the city”. 《Boston Business Journal》. 2022년 9월 9일에 확인함.
17. ↑  Staff (2018년 3월 7일). “Winrock Hires New Hub Director”. 《Arkansas Business》 (영어). 2022년 9월 6일에 확인함.
18. ↑  “Innovative Arkansas Non-Profit Supports Inventive Minds”. 《www.up.com》 (영어). 2022년 9월 7일에 확인함.
19. ↑  “Arkansas Innovation Hub, Scenic Hill Solar partner on solar power project”. 《Talk Business & Politics》 (미국 영어). 2020년 2월 25일. 2022년 9월 7일에 확인함.
20. ↑  Hale, Tyler (2020년 2월 25일). “Arkansas Regional Innovation Hub Developing Solar Power Plant”. 《AMP》 (미국 영어). 2022년 9월 7일에 확인함.
21. ↑  THV11 Digital Staff (2020년 3월 26일). “Arkansas Innovation Hub Maker Task Force to help make PPE during shortage”. 《THV11》 (미국 영어). 2022년 9월 6일에 확인함.
22. ↑  Mackay, Mercedes (2020년 6월 29일). “North Little Rock School District creates partnerships to help provide accessible learning for fall 2020”. 《THV11》 (미국 영어). 2022년 9월 7일에 확인함.
23. ↑  Brown, Wesley (2019년 2월 5일). “'Collaboration' is driving Arkansas startup growth”. 《Talk Business & Politics》 (미국 영어). 2022년 9월 7일에 확인함.
24. ↑  Hale, Tyler (2021년 4월 30일). “Jones Stepping Away from Arkansas Regional Innovation Hub”. 《AMP》 (미국 영어). 2022년 9월 6일에 확인함.
25. ↑  Staff (2021년 4월 30일). “Innovation Hub Director Chris Jones Steps Down”. 《Arkansas Business》 (영어). 2022년 9월 6일에 확인함.
26. ↑  “Governor Asa Hutchinson Announces Appointments : Arkansas Governor Asa Hutchinson”. 《governor.arkansas.gov》 (영어). 2020년 9월 19일에 원본 문서에서 보존된 문서. 2022년 9월 7일에 확인함.
27. ↑  “Pine Bluff native Chris Jones announces bid for governor”. 《Arkansas Online》 (영어). 2021년 6월 15일. 2022년 9월 7일에 확인함.
28. ↑  “Awards Convocation”. 《MIT News | Massachusetts Institute of Technology》 (영어). 2022년 9월 6일에 확인함.
29. ↑  “Christopher Jones”. 《Arkansas State Chamber of Commerce》 (미국 영어). 2022년 9월 9일에 확인함.
30. ↑  “Leadership Arkansas Class XIV”. 《Arkansas State Chamber of Commerce》 (미국 영어). 2022년 9월 9일에 확인함.
31. ↑  “Leadership Scholars include three Arkansans”. 《Arkansas Online》 (영어). 2020년 1월 27일. 2022년 9월 6일에 확인함.
32. ↑  “Opinion | Why the Arkansas governor race is now one to watch”. 《MSNBC.com》 (영어). 2022년 9월 7일에 확인함.
33. ↑  “Pollie Awards – AAPC” (미국 영어). 2022년 9월 7일에 확인함.
34. ↑  “Democrat Chris Jones Announces Bid For Arkansas Governor”. 《KUAR》 (영어). 2021년 6월 15일. 2022년 9월 8일에 확인함.
35. 1 2  “Chris Jones, a nuclear engineer and political newcomer, enters Arkansas governor's race”. 《NBC News》 (영어). 2022년 9월 8일에 확인함.
36. ↑  Bailey, Austin (2021년 10월 14일). “Governor candidate Chris Jones pulls in $1 million”. 《Arkansas Times》 (미국 영어). 2022년 9월 8일에 확인함.
37. 1 2  wbrown. “Democratic Party frontrunner Chris Jones to launch month-long, 75-county campaign tour across state – Black Consumer News” (미국 영어). 2022년 9월 9일에 확인함.
38. ↑  5News Web Staff (2022년 2월 27일). “Gubernatorial candidate Chris Jones set to conclude statewide tour with community event in Benton Co.”. 《5 News Online》 (미국 영어). 2022년 9월 9일에 확인함.
39. 1 2 3  “Chris Jones Continuing Statewide Walk A Mile Tour in Rogers and Searcy”. 《SWARK Today》 (미국 영어). 2022년 9월 9일에 확인함.
40. ↑  “Governor Candidate Chris Jones Visiting All 75 Counties on 'The Promise of Arkansas' Tour”. 《AMP》 (미국 영어). 2022년 2월 9일. 2022년 9월 8일에 확인함.
41. ↑  Room, Press (2022년 5월 22일). “Arkansas Governor candidate Chris Jones makes campaign stop in El Dorado”. 《News Pub》 (미국 영어). 2022년 9월 9일에 확인함.
42. ↑  “Arkansas Gubernatorial Candidate Visits Texarkana”. 《KTOY》 (영어). 2022년 9월 9일에 원본 문서에서 보존된 문서. 2022년 9월 9일에 확인함.
43. ↑  Schnell, Mychael (2021년 6월 21일). “Democrat Chris Jones enters Arkansas governor race with dramatic viral video”. 《The Hill》 (미국 영어). 2022년 9월 8일에 확인함.
44. ↑  “Chris Jones For Governor Campaign Set To Launch Statewide Tour”. 《Deltaplex News》 (미국 영어). 2022년 6월 1일. 2022년 9월 9일에 확인함.
45. 1 2  Bailey, Austin (2022년 6월 1일). “Arkansas governor hopeful Chris Jones tackles his first mile in Little Rock”. 《Arkansas Times》 (미국 영어). 2022년 9월 9일에 확인함.
46. ↑  “Democratic Nominee Chris Jones to continue his Walk A Mile Tour in Hot Springs, Russellville”. 《SWARK Today》 (미국 영어). 2022년 9월 9일에 확인함.
47. ↑  “Democratic Gubernatorial Candidate Chris Jones Visits Hope | Hope Prescott”. 2022년 9월 9일에 확인함.
48. ↑  “Jones impressive, but much history to overcome”. 《Magnolia Reporter - Magnolia, Arkansas News》 (영어). 2022년 9월 9일에 확인함.
49. ↑  “Dynamic Duos 2022 — Drs. Jerrilyn and Chris Jones”. 《AMP》 (미국 영어). 2022년 5월 8일. 2022년 9월 6일에 확인함.
50. ↑  Heyen, Curtis (2021년 6월 15일). “Physicist/minister Chris Jones announces his bid to be Arkansas' next governor”. 《KSLA》 (영어). 2022년 9월 7일에 확인함.
51. 1 2  Lesher, Chris (2021년 1월 26일). “Dr. Jerrilyn Jones is Inaugural Director of the Post-Baccalaureate Program | UAMS Department of Emergency Medicine”. 《UAMS College of Medicine》 (미국 영어). 2022년 9월 9일에 확인함.
52. ↑  UAMS Staff (2021년 8월 20일). “Dr. Jerrilyn Jones Awarded 2021 Arkansas First Lady's Woman in Public Service | UAMS Department of Emergency Medicine”. 《UAMS College of Medicine》 (미국 영어). 2022년 9월 9일에 확인함.
53. ↑  Brantley, Max (2021년 4월 6일). “Meet a candidate for attorney general; with a brother in the wings on the other side”. 《Arkansas Times》 (미국 영어). 2022년 9월 9일에 확인함.
54. ↑  “Arkansas Primary Attorney General Live Election Results 2022 – NBC News”. 《www.nbcnews.com》. 2022년 9월 9일에 확인함.
55. ↑  Brown, Wesley (2022년 5월 15일). “Keeping up with the Jones: Pine Bluff brothers at the top of the Democratic, GOP tickets in the run for the state's highest offices - Arkansas Delta Informer” (미국 영어). 2022년 9월 9일에 확인함.

| 정당 내부직        | 정당 내부직               | 정당 내부직 |
| ------------------ | ------------------------- | ----------- |
| 이전 자레드 헨더슨 | 아칸소 주지사 민주당 후보 | 최근        |